# Klaus Bittner
Klaus Bittner (Görlitz, 23 de octubre de 1938) es un deportista alemán que compitió para la RFA en remo.
Participó en dos Juegos Olímpicos de Verano en los años 1960 y 1964, obteniendo dos medallas, oro en Roma 1960 y plata en Tokio 1964. Ganó cuatro medallas de oro en el Campeonato Europeo de Remo entre los años 1959 y 1964.

## Palmarés internacional
| Representando al Equipo Alemán Unificado |                          |                  |                    |
| Juegos Olímpicos                         |                          |                  |                    |
| Año                                      | Lugar                    | Medalla          | Prueba             |
| 1960                                     | Roma (Italia)            | Medalla de oro   | Ocho con timonel   |
| 1964                                     | Tokio (Japón)            | Medalla de plata | Ocho con timonel   |
| Representando a la RFA                   |                          |                  |                    |
| Campeonato Europeo                       |                          |                  |                    |
| Año                                      | Lugar                    | Medalla          | Prueba             |
| 1959                                     | Mâcon (Francia)          | Medalla de oro   | Ocho con timonel   |
| 1961                                     | Praga (Checoslovaquia)   | Medalla de oro   | Cuatro con timonel |
| 1963                                     | Copenhague (Dinamarca)   | Medalla de oro   | Cuatro sin timonel |
| 1964                                     | Ámsterdam (Países Bajos) | Medalla de oro   | Ocho con timonel   |